# Buddhistische Klosterruinen von Baiyanggou
Die Buddhistischen Klosterruinen von Baiyanggou (chinesisch 白杨沟佛寺遗址, Pinyin Báiyánggōu Fósì yízhǐ, englisch Ruins of Baiyanggou) im Stadtbezirk Yizhou im Uigurischen Autonomen Gebiet Xinjiang sind ein altes buddhistisches Kloster im Dorf Baiyanggou 白杨沟村 am Westufer des Baiyang He 白杨河 („Filzpappel-Fluss“). Das Kloster hatte seine Blütezeit in der Zeit der Tang-Dynastie, bestand historischen Dokumenten zufolge jedoch bereits in der Zeit der Dynastien Wei (魏) und Jin (晋).
Die Stätte steht seit 2001 auf der Liste der Denkmäler der Volksrepublik China in Xinjiang (5-141).